# 全端
全 端（ぜん たん、生没年不詳）は、中国三国時代の武将。呉に仕えた。揚州呉郡銭唐県の人。父の名は不詳。叔父は全琮。従兄弟は全緒・全奇・全懌・全呉。従子は全禕・全静・全儀。

## 生涯
赤烏4年（241年）の芍陂の役において、孫権の命令で全琮の指揮下で魏の王淩と対戦した。戦いは五営将の秦晃が戦死するなど劣勢であったが、全緒・全端ら全氏一族や張休・顧承が奮戦し軍を守りきり、反撃に転じる事ができたという。ところが、戦後の恩賞は張休・顧承に厚く、全氏一族に薄かった。
全琮の次男である全寄が孫覇を支持し、皇太子孫和の廃位を目論むようになると、孫和の支持者である顧譚や張休らの勢力を削ぐ為、この時の恩賞の決定で顧承と張休が典軍の陳洵と結託し、不正を働いたと讒言した。これには全琮ら全氏一族も便乗した。その結果、張休・顧譚・顧承・姚信らは罪を得て交州に流罪となった。
建興元年（252年）、孫権の死に乗じ、魏が東興・南郡・武昌の三方面より侵攻してきた。全端は留略と共に諸葛恪の命令で、東興の2つの城に1000人の兵士を率いて立て籠もった。留略が東城、全端は西城であった。やがて魏の胡遵と諸葛誕が城に攻めかかって来たが、地勢が険しく落とす事はできなかった。諸葛恪は留賛・呂拠・唐咨・丁奉を率いて、油断していた魏軍を攻撃しこれを破った（東興の戦い）。
孫亮の治世下、外戚である全氏一族は、侯に封じられたのが5人にのぼり、呉の要職の多くを占め、栄華を極めたという。
太平2年（257年）、魏の諸葛誕が司馬昭の専横を憎んで寿春で反乱を起こす（諸葛誕の乱）と、孫綝の命令で全端は全懌やほとんどの全氏一族を引き連れて、文欽・唐咨と共にその救援軍を率い、魏の王基が敷いた包囲陣を突破し寿春に籠城した。その後、司馬昭の増援軍が寿春を二重三重に包囲したため、孫綝からの援護は途絶え、全端らは孤立してしまった。
丁度11月に、呉国内で内紛が勃発し、国内に残っていた全禕・全儀が魏に亡命するという事件が勃発した。魏の鍾会は全禕らを利用し、城内の全氏らに手紙を送り、呉の籠城軍諸将の家族が孫綝に降伏してしまったとする偽情報を流した。12月、偽情報に動揺した全懌は全端らを誘って魏に降伏した。全端は全懌とともに列侯に封じられた。
小説『三国志演義』では、全琮の子で全禕の父という設定になっている。